# Howard E. Simmons

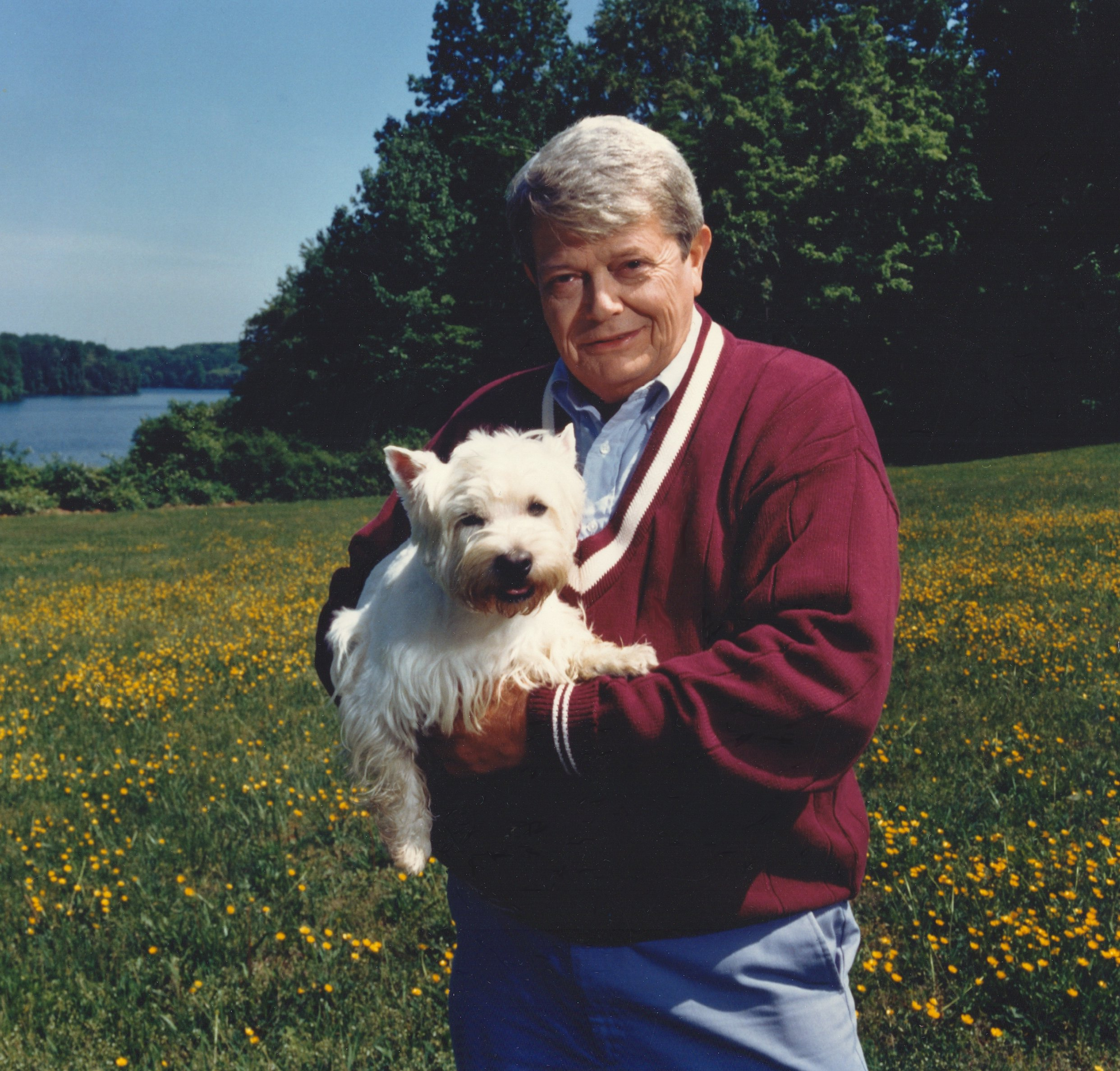
Simmons mit seinem Hund Muffin 1993

Howard Ensign Simmons Jr. (* 17. Juni 1929 in Norfolk; † 26. April 1997 in Wilmington) war ein US-amerikanischer Industriechemiker.

## Leben
Simmons Familie väterlicherseits fuhr zur See, seine Mutter zählte zu ihren Vorfahren Jacob Hübner. Simmons studierte Chemie (sowie Mathematik und Physik) am Massachusetts Institute of Technology mit dem Bachelor-Abschluss 1951 bei John D. Roberts und der Promotion in Organischer Chemie 1954. Danach ging er als Forschungschemiker zu DuPont (Central Research and Development, CR&D), wo er rasch aufstieg. 1959 wurde er Research Supervisor. 1983 wurde er Vizepräsident für CR&D und 1990 Senior Science Advisor. 1992 ging er in den Ruhestand.

## Werk
Nach ihm und Ronald D. Smith ist die Simmons-Smith-Reaktion benannt, mit der Alkene in Cyclopropane umgewandelt werden. Er stieß darauf bei der Lektüre älterer deutscher Chemieliteratur aus den 1890er Jahren (Umsetzung von  Methyleniodid mit Zink-Kupfer, wobei ein Gas entstand, möglicherweise Ethin aus der Reaktion von instabilen Carbenen).
Mit dem Nobelpreisträger Charles Pedersen arbeitete er an der Synthese makrozyklische Verbindung von Kronenethern (und daraus gebildeten Coronaten) als synthetischen Enzymen und Katalysatoren. Er war auch an der Anwendung von topologischen Methoden in der organischen Strukturchemie interessiert und schrieb darüber ein Buch mit Richard E. Merrifield.
Als Forschungsleiter erweiterte er erfolgreich die Forschung auf die Bereiche Genetik, Biotechnologie, Elektronik, Materialwissenschaften. In seine Zeit fielen die Ersetzung von Ozon-schädlichen Fluorchlorkohlenwasserstoffen, Gruppentransfer-Polymerisation, neue elektronische Materialien einschließlich solchen für Hochtemperatursupraleiter, Fortschritte in der DNA-Sequenzierungstechnik, Supercomputer-Anwendungen.

## Ehrungen und Mitgliedschaften
1952 erhielt er die  Charles Goodyear Medal, 1992 die National Medal of Science (für fundamentale Beiträge zur Synthese, Molekularstruktur und Theorie der organischen Chemie und sein produktives Management des wichtigsten chemischen Industrieforschungsprogramms in den USA) und 1994 die Priestley-Medaille. 1976 leitete er die Abteilung Organische Chemie der American Chemical Society. Er war Mitglied der American Philosophical Society, der American Association for the Advancement of Science (1981) und der National Academy of Sciences und der American Academy of Arts and Sciences (beide 1975). Er war Ehrendoktor des Rensselaer Polytechnic Institute und der University of Delaware, wo er im Ruhestand lehrte und im nahen Wilmington wohnte.

## Privates
Er hatte weitgespannte Interessen, die von Mathematik bis Maya-Archäologie und Studium von Maya-Hieroglyphen reichten, und auch Sinn für Humor (er gab mit einem Assistenten eine Ausgabe eines Bulletin of the Society for Heightened Interest in Topology heraus, um das Acronym SHIT zu etablieren). Er sprach mehrere Sprachen, darunter Deutsch und Französisch und hielt zum Beispiel in Heidelberg eine Vorlesung in deutscher Sprache. Außerdem hatte er mehrere Boote auf dem Bohemia River an der Chesapeake Bay.
Er war seit 1951 mit Elizabeth Warren Simmons verheiratet, die er aus Schulzeiten kannte, und hatte zwei Söhne, die beide Forschungschemiker bei DuPont wurden.

## Schriften
- mit Richard E. Merrifield: Topological Methods in Chemistry, Wiley 1989